# Хрисчанско дело
„Хрисчанско дело“ (на сръбски: „Хришћанско дело“, в превод Християнско дело) е сръбско православно списание, излизало в Скопие, Кралство Югославия, от 1935 до 1941 година.
Списанието започва да излиза през 1935 година и е двумесечно. Подзаглавието му е Списание за християнска култура и духовен живот (Часопис за хришћанску културу и духовни живот). Печата се на кирилица в печатница „Неманя“. Страниците на броевете са 80. Собственик е Сава Попович, а редактор Велимир Т. Хаджиарсич. От брой 5 за 1936 година се издава от редакционен комитет, в който Хаджиарсич е отговорен редактор. От брой 1 за 1937 година собственик е Петър Миленкович, а редактори - Мирко Ф. Йованович и Миливой Милетич.